# União dos Palmares
União dos Palmares – miasto i gmina w północno-wschodniej Brazylii, w stanie Alagoas, położone nad rzeką Mundaú. W 2010 roku liczyło 62 401 mieszkańców.
Pierwsza osada w tym miejscu założona została w XVI wieku pod nazwą Macacos, przez zbiegłych niewolników, którzy założyli tutaj niezależne od portugalskich władz kolonialnych państewko Quilombo dos Palmares.
W 1835 roku utworzona została tu gmina Vila Nova da Imperatriz. W 1890 roku nazwa zmieniona została na União (z port. „złącze”), od zbiegających się tu linii kolejowych stanów Alagoas i Pernambuco. W 1944 roku gmina przyjęła obecną nazwę, na pamiątkę istniejącej tu w przeszłości osady.
Lokalna gospodarka opiera się na uprawie trzciny cukrowej, bawełny, nerkowca, produkcji olejów roślinnych, skór, tytoniu i alkoholu.